# Tropidarnis tectigera
Tropidarnis tectigera (лат.) — вид равнокрылых насекомых из семейства горбаток (Smiliinae, Membracidae). Единственный представитель рода Tropidarnis.

## Распространение
Встречается в Неотропике и Неарктике: США, Мексика, Панама.

## Описание
Пронотум высокий, почти полностью покрывает передние крылья, плечевые углы увеличены, но без выступов-рогов. Голени задней пары ног с 1 продольным рядом капюшоновидных сет (cucullate setae). Растения-хозяева: Fagaceae (Quercus).

## Систематика
Род включён в подсемейство Smiliinae в качестве incertae sedis. Ранее включался или в трибу Telamonini или в Smiliini.